# Box2D
Box2D — открытый физический движок реального времени, предназначенный для работы с двумерными физическими объектами. Движок разработан Эрином Катто (англ. Erin Catto) и написан на языке программирования C (до версии 3.0.0 на C++), распространяется на условиях лицензии MIT.
Движок используется в двумерных компьютерных играх, среди которых Duet, Angry Birds, Limbo, Crayon Physics Deluxe, Rolando, Fantastic Contraption, Incredibots, Transformice, Happy Wheels, Color Infection, Shovel Knight, King of Thieves. 

## История
Первая версия движка была выпущена под названием «Box2D Lite» для презентации на выставке Game Developers Conference 2006. 11 сентября 2007 года движок стал доступным для скачивания на сайте SourceForge.net.
6 марта 2008 года была выпущена версия движка 2.0, в которой была представлена технология Continuous collision detection (непрерывное обнаружение столкновений) и был переработан API.
3 апреля 2010 года была выпущена версия Box2D 2.1.0. В новой версии были добавлены рейкастинг, динамические ААВВ деревья, новые типы джойнтов (связок), полностью был переписан блок обнаружений непрерывных столкновений.

## Кроссплатформенность
Движок Box2D является кроссплатформенным ПО, написанным на языке программирования C. Движок может быть скомпилирован в режимах с фиксированной и плавающей запятыми.
Box2D используется на Nintendo DS, Wii и на мобильных устройствах (включая iPhone), а также на большинстве операционных систем для ПК.
Движок был портирован на многие языки программирования и программные среды, включая Java, Adobe Flash (в ActionScript и язык Haxe), C#, JavaScript, D и Delphi. Присутствует связывание (англ. bindings) для использования библиотеки движка на Python и DarkBasic.
Box2D встроен в такие open source конструкторы игр, как Novashell и Scirra Construct для Windows, а также в движок Love 2D.
30 октября 2009 года было объявлено о том, что Box2D будет интегрирован в игровой движок Torque 2D.
В версии 2.1 Stencyl Works так же используется Box2D.
В марте 2015 года, с выходом Unity 5, в движок был интегрирован Box 2D.

## Технические характеристики
Box2D предназначен для симуляции механики твёрдых тел с учётом ограничений. Движок может симулировать физические тела, составленные из выпуклых многоугольников, окружностей и линий. Тела могут быть связаны ограничителями в кинематические пары и подвергаться действию разных физических сил, таких как гравитация, трение и удар. Тела также могут подвергаться действию внутренних сил, таких как упругость.
Системы обнаружения столкновений и обработки ограничений состоят из трёх частей: возрастающей широкой фазы sweep and prune, блока непрерывного обнаружения столкновений и стабильного линейного во времени блока решения столкновений. Эти алгоритмы предоставляют эффективную симуляцию быстро движущихся тел и больших массивов объектов без упускания пересечений и появления нестабильностей.

## Связанные физические движки
Ранняя версия движка Box2D называлась Box2D Lite и использовалась в презентациях Эрина Катто, которые он показывал на выставке Game Developers Conference. Box2D Lite использует те же алгоритмы, что и у Box2D, но имеет меньший набор функций.
Физические движки Chipmunk (написан на C) и Phys2D (написан на Java) частично основаны на Box2D Lite.